# CONMEBOL 프리올림픽 토너먼트
CONMEBOL 프리올림픽 토너먼트(CONMEBOL Pre-Olympic Tournament)는 남아메리카 축구 연맹(CONMEBOL)이 주관하는 남미 지역의 국제 축구 대회이다. 올림픽의 예선 토너먼트를 겸한다.
1960년에는 북미와 중미팀도 대회에 참가했다. 1984년 이전에는 유소년 선수나 비프로 선수만 참가할 수 있었으며, 1987년에는 월드컵(예선이나 결승)에 출전하지 않은 선수라면 누구나 대회에 참가할 수 있었다. 국제올림픽위원회의 규정에 따라 1992년부터 남자 선수는 23세 미만이어야 하며, 1996년부터는 팀당 23세 이상 선수가 최대 3 명까지 허용되었다.
2007년부터 2015년까지는 남미 청소년 선수권 대회가 올림픽 예선 대회로 선정되어 대회가 열리지 않았었다.